# Aimulosia marsupium
Aimulosia marsupium är en mossdjursart som först beskrevs av William MacGillivray 1869.  Aimulosia marsupium ingår i släktet Aimulosia och familjen Buffonellodidae. Inga underarter finns listade i Catalogue of Life.